# Зоран Алимпић
Зоран Алимпић (Панчево, 1965) српски је политичар и бивши председник Скупштине града Београда.

## Биографија
Рођен је у Панчеву 20. октобра 1965. Живео је у Београду од 1968, где је завршио основну школу, средњу архитектонско-техничку школу, а Шумарски факултет Универзитета у Београду.
Када је градоначелник Београда Ненад Богдановић преминуо у септембру 2007, Зоран Алимпић је служио као в. д. градоначелника до 21. јула 2008.
Био је одборник Скупштине општине Чукарица у три мандата, од 1994. до 2004. и био је одборник Скупштине града Београда од 1996. Он је такође био председник Скупштине општине Чукарица у два мандата — од 1997. до новембра 2004. Од јула 2004. до 2007. био је посланик Народне скупштине Републике Србије.